# 最戸
最戸（さいど）は、横浜市港南区の町名。現行行政地名は最戸一丁目及び最戸二丁目。住居表示実施済み区域。

## 地理
港南区北部に位置し、北から西にかけて南区別所、南は港南区大久保、東は南区大岡に隣接する。鍵括弧の『「』に似た形をしており、町の北東部が一丁目、西部～南部が二丁目となっている。一丁目は南北に鎌倉街道（神奈川県道21号横浜鎌倉線）と京急本線が通り、上大岡駅に近く、住宅街を主とする。二丁目には住宅のほか、神奈川県戦没者慰霊堂がある。

### 面積
面積は以下の通りである。
| 丁目       | 面積（km²） |
| ---------- | ----------- |
| 最戸一丁目 | 0.156       |
| 最戸二丁目 | 0.148       |
| 計         | 0.304       |

### 地価
住宅地の地価は、2025年（令和7年）1月1日の公示地価によれば、最戸1-20-20の地点で38万3000円/m²となっている。

## 歴史

### 沿革
古くは久良岐郡最戸村の一部で、1889年（明治22年）4月1日に久保・別所・中里・弘明寺・上大岡・下大岡・蒔田・堀之内・引越・井土ヶ谷・永田の各村と合併、大岡川村大字最戸となる。
- 1927年（昭和2年）4月1日 - 横浜市に編入、横浜市最戸町となる。
- 1927年（昭和11年）10月1日 - 中区の区制施行により、横浜市中区最戸町となる。
- 1943年（昭和18年）12月1日 - 分区により南区に編入。
- 1969年（昭和44年）10月1日 - 行政区再編成に伴い、港南区に編入された。
- 1975年（昭和50年）7月28日 - 住居表示の実施に伴い最戸町・大久保町の各一部から最戸一・二丁目が新設。飛地となっていた一部は南区中里二丁目に編入され、最戸町は廃止された[8][9]。

### 町名の変遷
| 実施後     | 実施年月日                | 実施前（各町名ともその一部） |
| ---------- | ------------------------- | ---------------------------- |
| 最戸一丁目 | 1975年（昭和50年）7月28日 | 大久保町、最戸町（各一部）   |
| 最戸二丁目 | 1975年（昭和50年）7月28日 | 大久保町、最戸町（各一部）   |

### 地名の由来
古くは「宍戸」または「鹿戸」とも書かれた。地名は道祖神を祭った道祖土に由来するとも考えられている。

## 世帯数と人口
2025年（令和7年）6月30日現在（横浜市発表）の世帯数と人口は以下の通りである。
| 丁目       | 世帯数    | 人口    |
| ---------- | --------- | ------- |
| 最戸一丁目 | 1,744世帯 | 3,349人 |
| 最戸二丁目 | 1,315世帯 | 2,536人 |
| 計         | 3,059世帯 | 5,885人 |

### 人口の変遷
国勢調査による人口の推移。
| 年                 | 人口  |
| ------------------ | ----- |
| 1995年（平成7年）  | 4,203 |
| 2000年（平成12年） | 4,578 |
| 2005年（平成17年） | 5,244 |
| 2010年（平成22年） | 5,169 |
| 2015年（平成27年） | 5,098 |
| 2020年（令和2年）  | 5,496 |

### 世帯数の変遷
国勢調査による世帯数の推移。
| 年                 | 世帯数 |
| ------------------ | ------ |
| 1995年（平成7年）  | 1,743  |
| 2000年（平成12年） | 1,924  |
| 2005年（平成17年） | 2,209  |
| 2010年（平成22年） | 2,265  |
| 2015年（平成27年） | 2,359  |
| 2020年（令和2年）  | 2,723  |

## 学区
市立小・中学校に通う場合、学区は以下の通りとなる（2024年11月時点）。
| 丁目       | 番地 | 小学校             | 中学校             |
| ---------- | ---- | ------------------ | ------------------ |
| 最戸一丁目 | 全域 | 横浜市立桜岡小学校 | 横浜市立港南中学校 |
| 最戸二丁目 | 全域 | 横浜市立桜岡小学校 | 横浜市立港南中学校 |

## 事業所
2021年（令和3年）現在の経済センサス調査による事業所数と従業員数は以下の通りである。
| 丁目       | 事業所数  | 従業員数 |
| ---------- | --------- | -------- |
| 最戸一丁目 | 116事業所 | 1,581人  |
| 最戸二丁目 | 20事業所  | 67人     |
| 計         | 136事業所 | 1,648人  |

### 事業者数の変遷
経済センサスによる事業所数の推移。
| 年                 | 事業者数 |
| ------------------ | -------- |
| 2016年（平成28年） | 142      |
| 2021年（令和3年）  | 136      |

### 従業員数の変遷
経済センサスによる従業員数の推移。
| 年                 | 従業員数 |
| ------------------ | -------- |
| 2016年（平成28年） | 2,762    |
| 2021年（令和3年）  | 1,648    |

## 施設
- 食品館あおば最戸店
- 港南郵便局

## その他

### 日本郵便
- 郵便番号 : 233-0008[3]（集配局：港南郵便局[19]）

### 警察
町内の警察の管轄区域は以下の通りである。
| 丁目       | 番・番地等 | 警察署     | 交番・駐在所   |
| ---------- | ---------- | ---------- | -------------- |
| 最戸一丁目 | 全域       | 港南警察署 | 上大岡駅前交番 |
| 最戸二丁目 | 全域       | 港南警察署 | 上大岡駅前交番 |

## 参考資料
- 『県別マップル 神奈川県広域・詳細道路地図』2006年4刷 昭文社 ISBN 9784398626998